# بان رحمان
بان رحمان، روستایی از توابع بخش مرکزی شهرستان مهران در استان ایلام ایران است.مردم این روستا از ایل ملکشاهی هستند و نژاد ماد و به زبان کردی تکلم می‌کنند.همچنین می‌توان به نقاط باستانی آن هم نامرد.حمام خان.چاه ولگ.زل آبه.گلانه.چگاه سفید.ترش آبه.گزیوم.کچگ بله.گوریه.وچندینجای دیگه....اکثر طوایف این روستا.طایفه بزرگ روسگه.شهرمیر.کلگه.کاظم بگ .آینه ودیگر طوایف تشکیل می‌دهند.
شغل اصلی مردم دامداری و کشاورزی فصلی می‌باشد. 
آثار ۸ سال دفاع مقدس هنوز که هنوز است در اکثر نقاط منطقه روستا قابل مشاهده می‌باشد. رودخانه معروف این روستا رودخانه فصلی گاوی است.

## جمعیت
این روستا در دهستان محسن آب قرار دارد و براساس سرشماری مرکز آمار ایران در سال ۱۳۸۵، جمعیت آن ۱٬۰۷۰ نفر (۲۱۵خانوار) بوده است.